# Alsjön, Lerums kommun
Alsjön är en ort i Stora Lundby socken i Lerums kommun belägen vid sjön Mjörn i Lerums kommun. Orten klassades fram till 2005 som en småort.
Samhället har genomgått en större förändring sedan år 2000, då Lerums kommun gav klartecken till enskilt avlopp. Då fler fick avloppsmöjligheter och på så sätt kunde idka "året runt"-boende har områdets karaktär gått från sommarboende till permanentboende.